# Ngô Xá
Ngô Xá là một xã thuộc huyện Cẩm Khê, tỉnh Phú Thọ, Việt Nam.
Xã Ngô Xá có diện tích 4,98 km², dân số năm 1999 là 5.216 người, mật độ dân số đạt 1.047 người/km².
Hiện nay dân số cả xã năm 2016 là khoảng hơn 9.000 người.